# Ypthima pandocoides
Ypthima pandocoides är en fjärilsart som beskrevs av Miller 1978. Ypthima pandocoides ingår i släktet Ypthima och familjen praktfjärilar. Inga underarter finns listade i Catalogue of Life.